# Le Baptême du Christ (Verrocchio)
Pour les articles homonymes, voir Le Baptême du Christ.
Le Baptême du Christ est un tableau commencé par Andrea del Verrocchio et achevé par Léonard de Vinci entre 1472 et 1475.  Il représente saint Jean Baptiste donnant le baptême au Christ dans les eaux du Jourdain. Il est exposé à la Galerie des Offices de Florence.

## Support et technique
Le Baptême du Christ  mesure 177 × 151 cm. C’est une peinture à l’huile et à la détrempe sur panneau de bois de peuplier.  Son support est constitué de six planches encollées à la verticale, trois planches larges et trois autres très étroites. On trouve au niveau du corps du Christ des traces de doigt caractéristiques de la façon de peindre de Léonard de Vinci. Une restauration du tableau a été menée  en 1998 par Alfio Del Serra. Elle a consisté à éliminer différents repeints, en particulier au niveau du ciel, ainsi que les traces des vernis qui avaient obscurci le tableau, notamment au niveau du corps du Christ.

## Données historiques
Le Baptême du Christ a été peint pour l'église du monastère San Salvi des Vallombrosains. Il est passé ensuite au monastère de Santa Verdiana. En 1810, il  est entré à la Galerie des Beaux Arts de Florence puis au musée des Offices en 1914, où il est actuellement exposé

## Analyse
Le tableau représente saint Jean Baptiste donnant le baptême au Christ avec l'eau du Jourdain versé d'une coupe qu'il tient au-dessus de sa tête et porte de la main gauche, avec son bâton croisé, un phylactère sur lequel l'on peut lire le texte latin « ECCE AGNUS DEI QUI TOLLIT PECCATA MUNDI », ce qui signifie « Voici l'Agneau qui efface les péchés du Monde ». Du ciel, le Saint-Esprit descend sous la forme d'une colombe surmontée des mains de Dieu. Verrocchio a représenté un autre oiseau, un rapace. On peut l'interpréter comme un ennemi du Saint-Esprit qui est mis en fuite, ou bien comme le corbeau auquel Dieu ordonne de nourrir l'ermite dont Jean-Baptiste est le modèle dans le Nouveau Testament, et Élie dans l'Ancien Testament, épisode également repris dans la vie de saint Benoît pendant sa période érémitique.
Tous les personnages, Jésus, Jean le Baptiste et les anges portent des auréoles elliptiques pleines.

## Un tableau à plusieurs mains

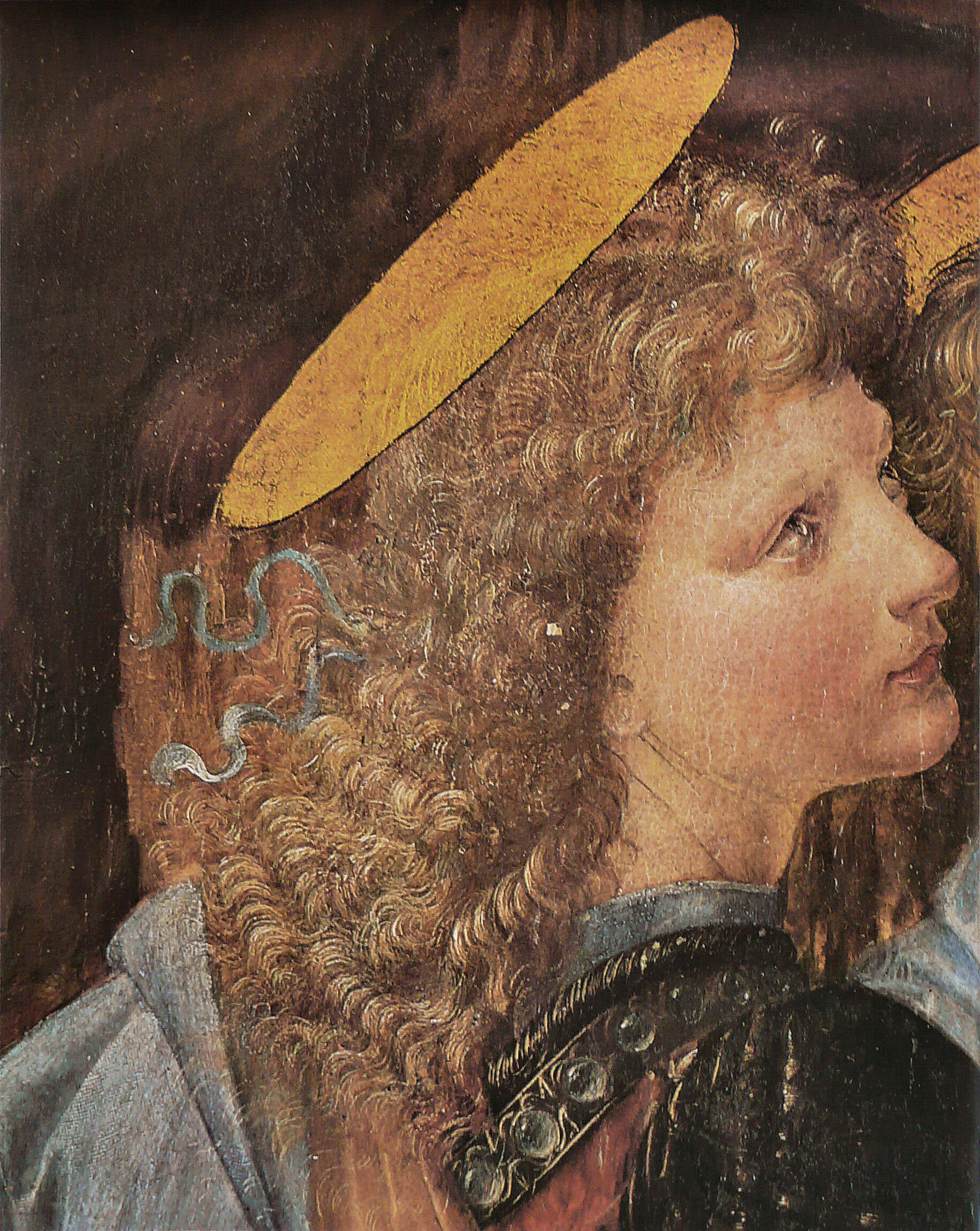
Détail de l'ange peint par Léonard de Vinci

Le Baptême du Christ est un tableau à plusieurs mains. Verrocchio a reçu la commande du tableau vers 1470. Il a commencé le tableau à la détrempe, se chargeant de peindre le Christ et saint Jean-Baptiste. Un assistant aux moyens limités a dû peindre les mains de Dieu - particulièrement mal dessinées - et le palmier.
Léonard aurait repris le tableau plus tard. On a longtemps considéré qu'il s'agissait de sa première œuvre, mais la maîtrise qu'il montre laisse supposer à la critique moderne qu'il s'agit d'une réalisation plus tardive. Il a peint l'ange de gauche puis a retravaillé le corps du Christ pour l'adoucir. Il a également remodelé le paysage, qui, au départ, devait être une vallée remplie d'arbres. Il l’a remplacé par un cours d’eau qui serpente dans le lointain, un motif apparu dans la peinture flamande (La Vierge du chancelier Rolin de Jan van Eyck) et qui connut une grande vogue en Italie dans les dernières années du XVe siècle. Une quatrième main aurait peint le visage de l'ange de trois-quarts.

## Fortune critique
En 1510, Francesco Albertini, dans une sorte de guide touristique de Florence, est le premier à mentionner la participation de Léonard de Vinci au Baptême du Christ : « un ange de Léonard à San Salvi » (un angelo di Leonardo in San Salvi). L’Anonyme Gaddiano, dans un manuscrit rédigé vers 1540,  présente simplement le tableau comme une œuvre de Verrocchio. En 1550, paraît la première édition des Vite. Vasari, y mentionne à son tour l’ange peint par Léonard de Vinci. Il valorise le rôle de Léonard de Vinci, aux dépens de Verrocchio, qui incarne pour lui, selon l‘expression de Gabriella Rèpaci-Courtois, « l'homme de métier sans génie ». Il affirme que Verrocchio  aurait abandonné la peinture devant l’admiration suscitée par l’intervention de  Léonard de Vinci : « Son très jeune disciple, Léonard de Vinci, y peignit un ange bien meilleur que tout le reste. Puisque Léonard, malgré sa jeunesse, l'avait ainsi surpassé, Andrea décida de ne plus jamais toucher un pinceau. » En fait, Verrocchio est occupé pendant les dernières années de sa vie à la réalisation du Colleone, la statue équestre de Bartolomeo Colleoni  à Venise, et il laisse la réalisation de ses autres projets à son atelier (comme le retable de Pistoia dû à Lorenzo di Credi, avec une intervention de Léonard).
Lorenzo di Credi copia les figures du Christ et de saint Jean-Baptiste pour son Baptême du Christ de l'église du couvent San Domenico de Fiesole.
Le tableau fait partie du musée imaginaire de l'historien français Paul Veyne, qui le décrit dans son ouvrage justement intitulé Mon musée imaginaire.